# Schweisser
Schweisser est un groupe de heavy metal allemand, originaire d'Utting am Ammersee. Formé en 1987, le groupe compte cinq albums à son actif avant de se séparer en 2001 et de se reformer en 2006. Le groupe est l'une des figures marquantes de la Neue Deutsche Härte.

## Biographie
Schweisser est formé en 1988. Un an plus tard, il publie son premier EP homonyme. Sans label, le groupe s'occupe de la production et de la distribution. Il est publié en version vinyle et limité à 1 000 exemplaires. Dans les six mois qui suivent, tous les exemplaires ont été vendus.
En 1991, le groupe signe un contrat avec le label Trikont. En automne, le groupe publie son premier album, Auf der Autobahn zur Hölle. À cette période, le groupe jouait encore punk rock. Au cours des deux années suivantes, Schweisser joue plus de 300 concerts en Allemagne. Lorsqu'ils n'étaient pas en concert, les membres accumulaient des petits boulots. Grâce à ces situations, leurs paroles musicales deviennent plus matures. En 1994, Schweisser signe avec le label Intercord. En été, il publie son deuxième album Eisenkopf. À partir de ce moment, le groupe s'oriente vers le heavy metal et n'hésite pas à user d'instruments inhabituels pour le genre comme le saxophone. La maison de disques, satisfait de ce changement, finance un premier clip vidéo pour la chanson titre. La vidéo de la chanson Eisenkopf est diffusée au Headbangers Ball de MTV. Le magazine Metal Hammer nomme l'album dans la catégorie d'album du mois. Ils participent au Dynamo Open Air.
Au printemps 1995, le groupe renouvelle son contrat avec Intercord. Un an plus tard, le groupe publie son troisième album, Willkommen im Club, grâce auquel il atteint les classements locaux. Ils tournent ensuite à l'international, notamment aux Pays-Bas et en Italie. En automne 1996, l'EP Malaria est publié. L'EP comprend trois remixes de la chanson titre.
Pendant leur voyage en Inde, le groupe commence à écrire de nouvelles chansons. Le quatrième album, Heiland, est publié. En février 1998, Schweisser jouent son premier concert acoustique. Leur cinquième album, Bitte Warten, est publié en février 2000 et est significativement différent des précédents opus. La presse spécialisée salue l'œuvre,. En 2001, le groupe se sépare.
Le groupe se reforme en 2006, événement annoncé par Tommi Bock. Cette même année, le groupe publie son nouvel album, Pororoca.

## Discographie
- 1989 : Schweisser/Schwarze Platte
- 1992 : Auf der Autobahn zur Hölle
- 1994 : Eisenkopf
- 1996 : Willkommen im Club
- 1997 : Heiland
- 2000 : Bitte Warten
- 2006 : Pororoca